# Wilhelm von Boddien

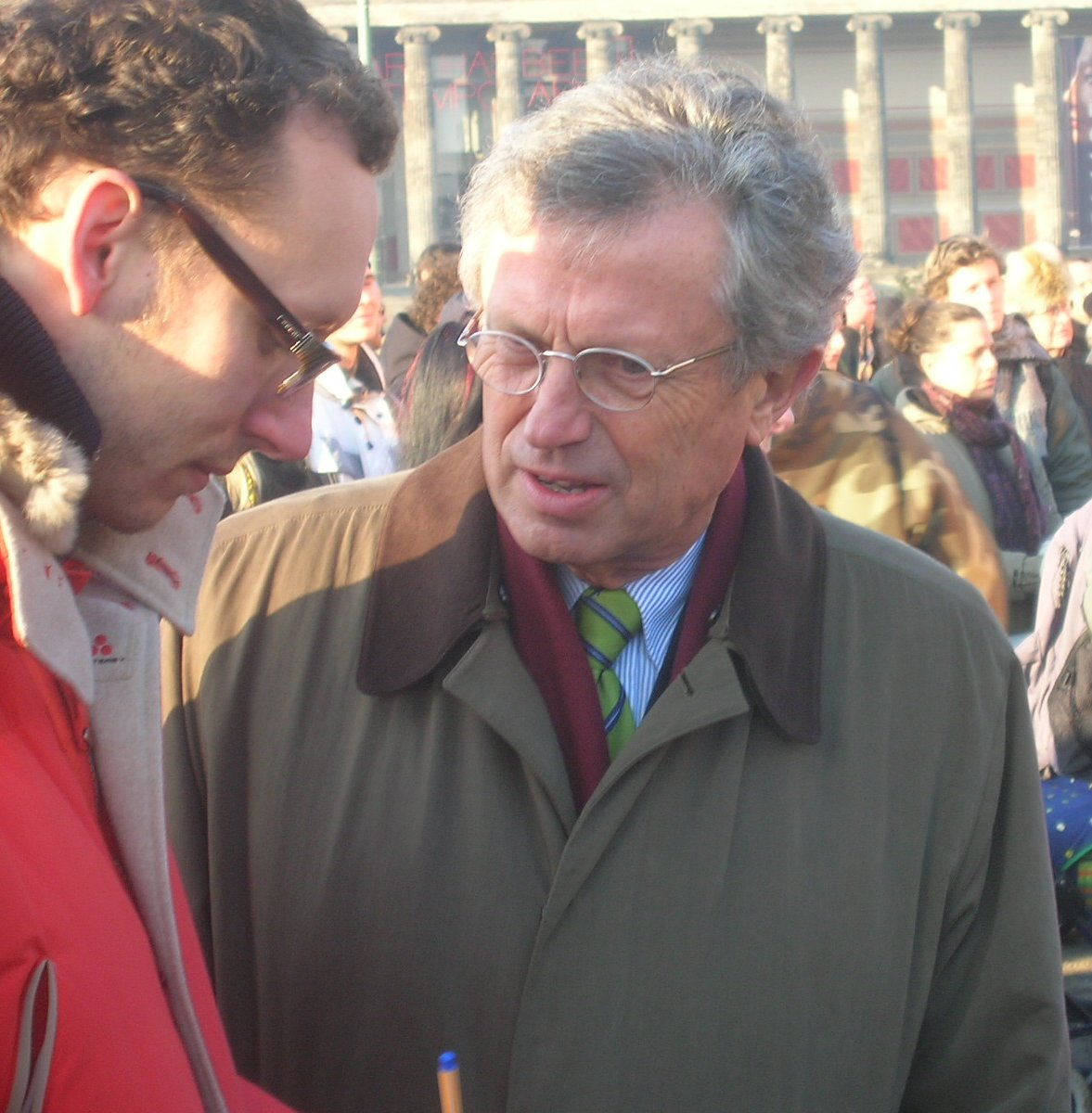
Wilhelm von Boddien auf der Demonstration „Stoppt den Palastabriss“ am 14. Januar 2006 im Gespräch mit einem Journalisten

Wilhelm Dietrich Gotthard Hans Oskar von Boddien (* 27. Februar 1942 in Stargard in Pommern) ist ein deutscher Kaufmann. 1992 gründete er den Förderverein für den Wiederaufbau des Berliner Schlosses.

## Leben
Wilhelm von Boddien entstammt dem briefadeligen Adelsgeschlecht Boddien. Sein Vater Wolf Dietrich von Boddien (* 1908 in Potsdam; † 1945 in Hamburg) war von 1939 bis 1945 Gutsbesitzer in Pommern (Münsterberg 405 ha; Kreis Naugard), dann auch Kaufmann, seine Mutter Elisabeth Sieveking (* 1909 in Hamburg) war die Tochter des Juristen Alfred Sieveking und der Annie Albers, die Hochzeit von Wolf Dietrich und Elisabeth war am 25. August 1934 in Aumühle. Nach dem Tod des Vaters heiratete die Mutter am 4. Januar 1951 (nach anderen Angaben 4. Januar 1952) den Kaufmann Jürgen von Heyden (* 1907; † 1985), der schon seit 1938 in der Fa. von Boddien war. Die Familie lebte seit 1945 bis weit in die Mitte der 1950er Jahre in Aumühle.
Er bezeichnet sich selbst als „Beutepommer“; denn sein Vater war an der Front und dessen älterer Bruder Wilhelm von Boddien, der mit Münsterberg im Kreis Naugard ein Gut in Hinterpommern hatte, war 1939 an einer Verwundung im Reserve-Lazarett in Stolp in Pommern als Feldwebel d. R. gestorben. Nach Münsterberg wurde seine Hamburger Familie 1941 evakuiert, „damit ihr in Hamburg keine Bomben auf den Kopf fielen“. In der Schlacht um Ostpommern „floh die Familie nach Hause“. Ab 1945 lebte Boddiens Familie in Aumühle. Das Abitur legte Boddien 1962 an der Sachsenwaldschule in Reinbek ab. Als Freiwilliger diente er anschließend bei der Fernmeldetruppe (Bundeswehr). 1964 schied er als Leutnant der Reserve aus. Es folgte eine kaufmännische Lehre mit Abschluss 1966. Danach trat Boddien in Bargteheide in die Landmaschinenfirma seines früh verstorbenen Vaters ein. Von 1970 bis Ende 2003 war er Komplementär der KG von Boddien und Co. und Geschäftsführer der Boddien Land- und Kommunaltechnik GmbH. Ab 1978 leitete Boddien das Unternehmen allein, bis zu dessen Insolvenz im Jahr 2004.
Angeregt durch Besuche im geteilten Berlin, die er schon als Gymnasiast unternommen hatte, beschäftigte sich Boddien intensiv mit der Geschichte Preußens und seiner Architektur, insbesondere mit dem Untergang des Berliner Schlosses. Dieses war 1945 bei Bombenangriffen schwer beschädigt und 1950, obwohl wiederaufbaufähig, auf Initiative des Generalsekretärs der SED, Walter Ulbricht, gesprengt und zugunsten einer Kundgebungsfläche restlos beseitigt worden. In den 1980er Jahren schloss sich Boddien dem Unterstützerkreis „Freunde der Preußischen Schlösser und Gärten“ der Verwaltung der Staatlichen Schlösser und Gärten in West-Berlin an. Seit der Wiedervereinigung Deutschlands sah er eine Chance zum Wiederaufbau des in der DDR-Öffentlichkeit verschwiegenen Schlossbaus, an dessen Stelle seit 1976 der Palast der Republik der DDR stand. So initiierte Boddien 1992 den Förderverein Berliner Schloss e. V. und wurde dessen ehrenamtlicher Erster Vorsitzender. Nach dem Ende seines Landmaschinen-Unternehmens ist er seit März 2004 hauptamtlicher Geschäftsführer an der Seite von dessen Präsidenten Richard Schröder. Die spektakulärste Aktion des Vereins war die Errichtung einer Schloss-Simulation im Sommer 1993 auf dem Schlossplatz in Berlin im Maßstab 1:1. Sie stand bis Herbst 1994 und trug entscheidend zu einem psychologischen Durchbruch Pro Wiederaufbau des Schlosses bei. Die Schloss-Simulation basierte auf der Ausstellung zum Schloß im ehemaligen Marstall aus 1991 mit dem Titel "Berlin: Zur Restitution von Stadtraum und Schloß", die von Goerd Peschken und Frank Augustin initiiert und zusammen mit Margarete Peschken, Martina Guddat und Thomas Schriever ausgerichtet worden ist. Zur Ausstellung erschien eine Denkschrift gleichen Titels mit Texten von Goerd Peschken und Frank Augustin, die auch die Konzeption und Planung der Schloss-Simulation mit der Ausstellung zum Schloß unter dem Gerüstbau im Auftrag des Förderverein Berliner Schloss e.V. beigetragen haben.
Der Förderverein Berliner Schloss e. V. wollte für die barocken Schlossfassaden 105 Millionen Euro an Spenden bis zum für Ende 2019 geplanten Zeitpunkt der Einweihung des Humboldtforums im Berliner Stadtschloss sammeln. Davon waren bis Ende Februar 2016 49 Millionen Euro in bar und 8 Millionen in Form der rekonstruierten Baupläne und etwa 40 % der notwendigen 1:1-Modelle der Fassadenkunstwerke bereits bereitgestellt worden. Im Februar 2018 betrug das Spendenaufkommen nach Angaben des Vereins insgesamt 81,5 Mio. Euro. 2011 wurden die im Auftrag des Fördervereins durch das Architektenbüro Stuhlemmer & Stuhlemmer aus Berlin rekonstruierten Baupläne der Barockfassaden des Schlosses als Grundlagen für die weiteren Arbeiten an die Stiftung Berliner Schloss – Humboldtforum übergeben, wobei einer der Partner Rupert Stuhlemmer selbst bis 2004 im Vorstand des Fördervereins war. Boddien bleibt auch nach neuer Arbeitsteilung zwischen Förderverein und Stiftung Mitglied der Fachkommission, die für die Qualitätskontrolle der herzustellenden Fassadenteile zuständig ist.
Nicht zuletzt dank des Einsatzes und der Vorarbeiten Boddiens war es 2002 zum Beschluss des Deutschen Bundestages zum Neubau des Hohenzollern-Schlosses (als Humboldtforum) gekommen, mit historisch getreu rekonstruierten Fassaden auf drei Seiten. 2007 billigte der Bundestag das Budget, das im Juli 2011 auf 595 Millionen Euro aktualisiert worden ist. Der eigentliche Bau wurde 2013 begonnen und sollte 2019 vollendet sein. Beim feierlichen Beginn der Arbeiten mit einer Bohrung an der Baugrube am 21. Juni 2012 dankte der damalige Bundesbauminister Peter Ramsauer Boddien „für sein staatsbürgerliches Engagement mit dem Förderverein Berliner Schloss“ bei diesem „größten kulturellen Bauprojekt der Bundesrepublik Deutschland“. Die feierliche Grundsteinlegung erfolgte im Beisein des Bundespräsidenten Joachim Gauck am 12. Juni 2013. Beim Richtfest am 12. Juni 2015 wurde mitgeteilt, dass man im Zeit- und Kostenrahmen sei und deshalb das Ziel habe, das „Berliner Schloss – Humboldt Forum“ 2019, also 30 Jahre nach dem Fall der Mauer, zu eröffnen. „Ohne Sie würde es das Schloss nicht geben“, schrieb der Vorstand der Stiftung Humboldt Forum, Johannes Wien, in einem Glückwunsch-Brief. Mit einjähriger Verspätung erfolgte am 16. Dezember 2020, coronabedingt nur digital, die Betriebsaufnahme des Humboldt Forums. Letztlich ebnete Boddien den Weg für das Berliner Schloss in neuer Form.
Im Oktober 2022 veröffentlichte Boddien seine Autobiografie Abenteuer Berliner Schloss. Erinnerungen eines Idealisten im Wasmuth & Zohlen Verlag. Der Wiederaufbaugegner Philipp Oswalt sah sich in einigen Textpassagen verleumdet und erwirkte vor dem Landgericht Berlin eine Einstweilige Verfügung gegen einen weiteren Vertrieb des Buches. Der Verlag kündete mit der Begründung, die erste Auflage sei vergriffen, für Dezember 2022 eine „verbesserte Auflage“ an.
Wilhelm von Boddien ist seit 1966 verheiratet und hat mit seiner Ehefrau Gabriele fünf verheiratete Kinder und 15 Enkel.

## Weitere Funktionen
- Mitglied der Hauptversammlung der Industrie- und Handelskammer in Lübeck 1980–2003
- Vizepräsident der Industrie- und Handelskammer in Lübeck 1995–2003

## Ehrungen
- Verdienstorden der Bundesrepublik Deutschland, Bundesverdienstkreuz am Bande (1995)
- Bundesverdienstkreuz 1. Klasse (2014)
- Kulturpreis der B.Z. (2003)
- Goldene Verdienstmedaille der Industrie- und Handelskammer Lübeck (2004)

## Schriften
- Abenteuer Berliner Schloss. Erinnerungen eines Idealisten. Wasmuth & Zohlen, Berlin 2022, ISBN 978-3-8030-2370-4.
- Hrsg. (mit Helmut Engel): Die Berliner Schlossdebatte. Pro und Contra. Spitz, Berlin 2000, ISBN 978-3-8305-0106-0.

## Genealogie
- Genealogisches Handbuch des Adels. Adelige Häuser. B (Briefadel). 1956. Band II, Band 12 der Gesamtreihe GHdA, Hrsg. Deutsches Adelsarchiv, Hans Friedrich von Ehrenkrook, Friedrich Wilhelm Euler, Jürgen Thiedicke von Flotow, Walter von Hueck, Johann Georg von Rappard et al., C. A. Starke Verlag, Glücksburg (Ostsee) 1956, ISSN 0435-2408, S. 32 f.; ff. ⇒ Ausgabe 1989.
- Gothaisches Genealogisches Handbuch. Adelige Häuser A/B. 2018. Band 4, Gesamtreihe GGH, Hrsg. Deutsches Adelsarchiv, Gotffried Graf Finck von Finckenstein, Selbstverlag, Marburg (Lahn) 2018, ISSN 2364-7132